# Uropyxis steudneri
Uropyxis steudneri är en svampart som först beskrevs av Paul Wilhelm Magnus, och fick sitt nu gällande namn av Dietel 1892. Uropyxis steudneri ingår i släktet Uropyxis och familjen Uropyxidaceae.   Inga underarter finns listade i Catalogue of Life.